# Margarita, with a Straw
Ne pas confondre avec le film canadien Margarita, sorti en 2012
Pour plus de détails, voir Fiche technique et Distribution.
Margarita, with a Straw est un film indien réalisé par Shonali Bose et Nilesh Maniyar sorti en 2014.

## Synopsis
Une jeune femme rebelle (Kalki Koechlin) atteinte d'une paralysie cérébrale quitte sa maison en Inde pour étudier à New York.
De façon inattendue, elle tombe amoureuse d'une femme (Sayani Gupta), et se lance dans un voyage exaltant de découverte de soi.

## Fiche technique
- Titre original : Margarita, with a Straw
- Réalisation : Shonali Bose, Nilesh Maniyar
- Scénario : Shonali Bose, Nilesh Maniyar, Atika Chohan
- Production : ADAPT, Ishaan Talkies, Jakhotia Group
- Langue d'origine : hindi, anglais
- Pays de production :  Inde
- Lieux de tournage : Inde, États-Unis
- Genre : Drame, romance saphique
- Durée : 100 minutes (1 h 40)
- Date de sortie :
  - Canada : 8 septembre 2014 au Festival international du film de Toronto
  - Corée du Sud : 4 octobre 2014 au Festival international du film de Busan
  - Royaume-Uni : 17 octobre 2014 au Festival du film de Londres
  - États-Unis :
    - 11 avril 2015 au Festival international du film de Dallas (en)
    - 15 avril 2015 au Festival international du film de Minneapolis Saint-Paul (en)

  - Inde : 17 avril 2015
  - France : 21 avril 2015 au Festival des Cinémas Indiens de Toulouse

## Distribution
- Kalki Koechlin : Laila
- Sayani Gupta : Khanum
- Revathi (en) : Shubhangini
- Hussain Dalal : Dhruv
- Tenzing Dalha : Nima
- Kuljeet Singh : Baljit, le père
- Malhar Khushu : Monu, le frère
- William Moseley : Jared
- Jose Rivera : Nyu, le professeur
- Shuchi Dwivedi : Sameera
- Doug Plaut : Rob
- Jennifer Silverstein : Nancy
- Jacob Berger : Electronics Salesman
- Marco Torriani : Charles
- Carlotta Summers : une étudiante